# Хитцы (Сенчанская сельская община)

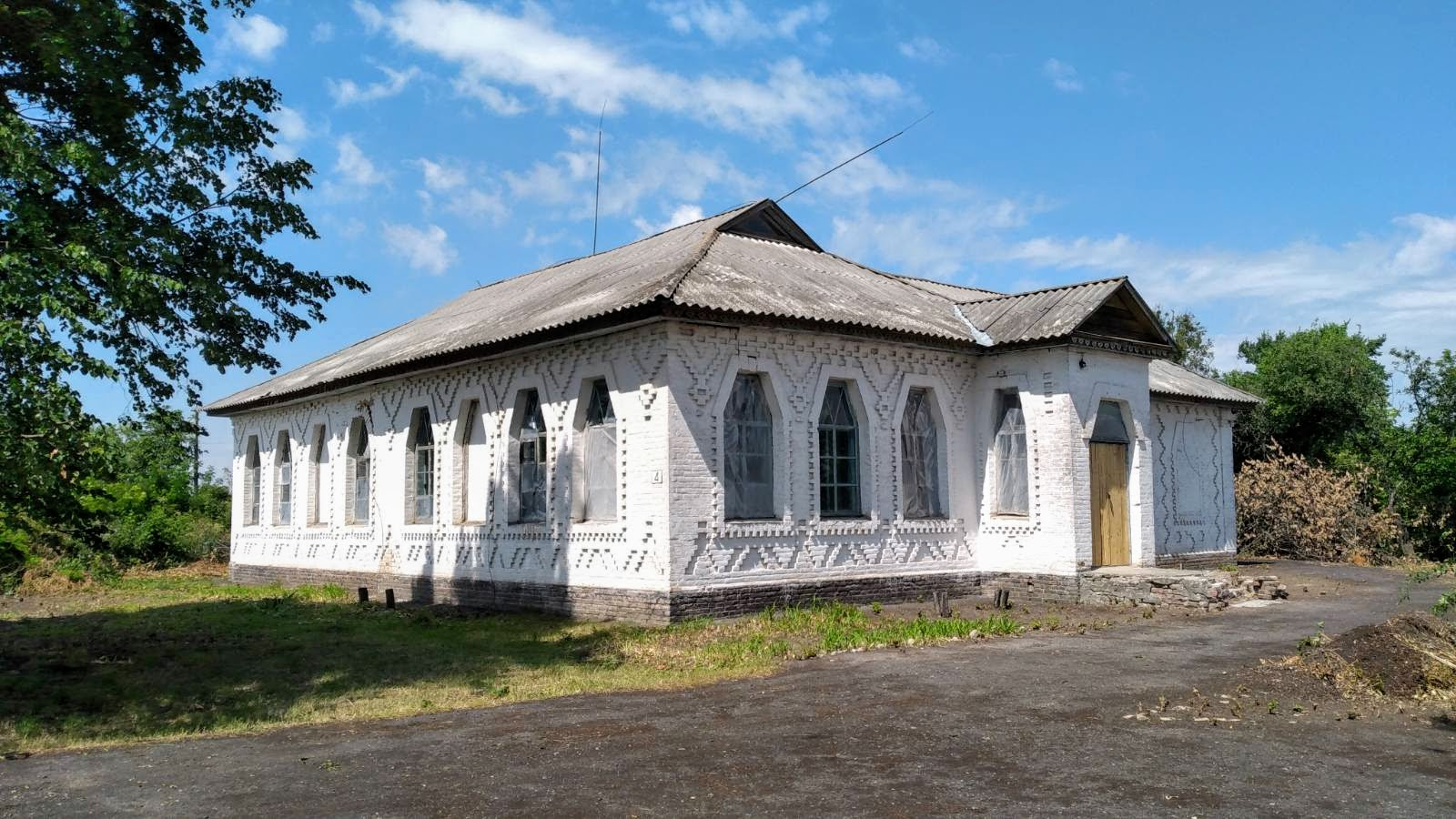
Историческое здание земской школы, постройки нач. XX в.

Хитцы (укр. Хитці) — село, Сенчанская сельская община, Миргородский район, Полтавская область, Украина.
Код КОАТУУ — 5322888402. Население по переписи 2001 года составляло 275 человек.

## Географическое положение
Село Хитцы находится на правом берегу реки Сула, выше по течению на расстоянии в 2,5 км расположено село Лучка, ниже по течению на расстоянии в 2,5 км расположено село Шеки, на противоположном берегу — село Хорошки. Река в этом месте извилистая, образует лиманы, старицы и заболоченные озёра.

## Известные люди
- Ааронский Фёдор Иванович — живописец, финифтяр, иконописец.

## Экономика
- Молочно-товарная ферма.

## Объекты социальной сферы
- Клуб.